# Carlos Manrique
Carlos Remo Manrique Carreño (Cuzco, 13 de enero de 1936-Lima, 10 de julio de 2024) fue un administrador peruano. Fue dueño del Centro Latinoamericano de Asesoría Empresarial (CLAE) y responsable de una estafa piramidal que fue considerada la mayor de la historia del Perú.

## Biografía
Nació en Cuzco el 13 de enero de 1936. Cursó estudios superiores de pedagogía en la Universidad Nacional de Educación Enrique Guzmán y Valle entre 1960 y 1963. Trabajó como profesor de educación secundaria hasta 1975, cuando fundó el Centro Latinoamericano de Asesoría Empresarial (CLAE) con un capital de 100 000 soles de oro siendo gerente del mismo. El negocio de este centro se trató de un esquema piramidal que prometía beneficios económicos de entre 80 y 100 % anuales a sus ahorristas, llegando a manejar hasta 360 millones de dólares provenientes de unas 160 000 personas. Todo esto dentro del contexto de una de las mayores crisis económicas que sufrió el Perú.
En 1993, CLAE fue intervenida por la Superintendencia de Banca y Seguros, quien solicitó información sobre el origen de los ingresos. Posteriormente, la entidad fue disuelta por no poder acreditar sus inversiones ni mostrar libros contables. Ante el escándalo, Manrique huyó a los Estados Unidos siendo luego capturado y extraditado al Perú, donde fue encarcelado hasta 2001. En marzo de 1997, condenaron a Manrique a ocho años de prisión.
Luego de salir de prisión, Manrique intentó postular al Congreso de la República en las elecciones generales de 2006 como candidato del partido Avanza País - Partido de Integración Social sin obtener la representación.
Falleció en Lima el 10 de julio de 2024 a los 88 años.